# Liste der Nummer-eins-Hits in den USA (1991)
Dies ist eine Liste der Nummer-eins-Hits in den von Billboard ermittelten Charts in den USA (Hot 100) im Jahr 1991. In diesem Jahr gab es achtundzwanzig Nummer-eins-Singles und vierzehn Nummer-eins-Alben.

## Singles
| ← 1990 ← | Liste der Nummer-eins-Hits in den USA | Liste der Nummer-eins-Hits in den USA                | Liste der Nummer-eins-Hits in den USA                                                       | 1992 →                    |
| \| Zeitraum \| Wo. ges. \| Interpret \| Titel Autor(en) \| Zusätzliche Informationen \| \| (Zeitraum, Wochen auf Platz eins, Interpret, Titel, Autor[en], zusätzliche Informationen) \| \| \| \| \| \| ----------------------------------------------------------------------------------------- \| -------- \| ---------------------------------------------------- \| ----------------------------------------------------------------------------------------------- \| ------------------------- \| \| 8. Dezember 1990 – 4. Januar 1991 4 Wochen (insgesamt 4) \| 4 \| Stevie B \| Because I Love You (The Postman Song)[1] Warren Allen Brooks \| - \| \| 5. Januar 1991 – 18. Januar 1991 2 Wochen (insgesamt 2) \| 2 \| Madonna \| Justify My Love[2] Lenny Kravitz, Madonna \| - \| \| 19. Januar 1991 – 25. Januar 1991 1 Woche (insgesamt 1) \| 1 \| Janet Jackson \| Love Will Never Do (Without You)[3] James Harris III, Terry Lewis \| - \| \| 26. Januar 1991 – 8. Februar 1991 2 Wochen (insgesamt 2) \| 2 \| Surface \| The First Time[4] Bernard Jackson, Brian Simpson \| - \| \| 9. Februar 1991 – 22. Februar 1991 2 Wochen (insgesamt 2) \| 2 \| C+C Music Factory feat. Freedom Williams \| Gonna Make You Sweat (Everybody Dance Now)[5] Freedom Williams, David Cole \| - \| \| 23. Februar 1991 – 8. März 1991 2 Wochen (insgesamt 2) \| 2 \| Whitney Houston \| All the Man That I Need[6] Dean Pitchford, Michael Gore \| - \| \| 9. März 1991 – 22. März 1991 2 Wochen (insgesamt 2) \| 2 \| Mariah Carey \| Someday[7] Mariah Carey, Ben Margulies \| - \| \| 23. März 1991 – 29. März 1991 1 Woche (insgesamt 1) \| 1 \| Timmy T \| One More Try[8] Timothy Torres \| - \| \| 30. März 1991 – 12. April 1991 2 Wochen (insgesamt 2) \| 2 \| Gloria Estefan \| Coming Out of the Dark[9] Gloria Estefan, Emilio Estefan, Jon Secada \| - \| \| 13. April 1991 – 19. April 1991 1 Woche (insgesamt 1) \| 1 \| Londonbeat \| I’ve Been Thinking About You[10] Jimmy Helms, Jimmy Chambers, George Chandler, William Hershall \| - \| \| 20. April 1991 – 26. April 1991 1 Woche (insgesamt 1) \| 1 \| Wilson Phillips \| You're in Love[11] Glen Ballard, Wilson Phillips \| - \| \| 27. April 1991 – 10. Mai 1991 2 Wochen (insgesamt 2) \| 2 \| Amy Grant \| Baby Baby[12] Amy Grant, Keith Thomas \| - \| \| 11. Mai 1991 – 17. Mai 1991 1 Woche (insgesamt 1) \| 1 \| Roxette \| Joyride[13] Per Gessle \| - \| \| 18. Mai 1991 – 24. Mai 1991 1 Woche (insgesamt 1) \| 1 \| Hi-Five \| I Like the Way (The Kissing Game)[14] Teddy Riley, Bernard Belle, Dave Way \| - \| \| 25. Mai 1991 – 7. Juni 1991 2 Wochen (insgesamt 2) \| 2 \| Mariah Carey \| I Don’t Wanna Cry[15] Mariah Carey, Narada Michael Walden \| - \| \| 8. Juni 1991 – 14. Juni 1991 1 Woche (insgesamt 1) \| 1 \| Extreme \| More Than Words[16] Gary Cherone, Nuno Bettencourt \| - \| \| 15. Juni 1991 – 19. Juli 1991 5 Wochen (insgesamt 5) \| 5 \| Paula Abdul \| Rush Rush[17] Peter Lord \| - \| \| 20. Juli 1991 – 26. Juli 1991 1 Woche (insgesamt 1) \| 1 \| EMF \| Unbelievable[18] EMF \| - \| \| 27. Juli 1991 – 13. September 1991 7 Wochen (insgesamt 7) \| 7 \| Bryan Adams \| (Everything I Do) I Do It for You[19] Bryan Adams, Michael Kamen, Robert Lange \| - \| \| 14. September 1991 – 20. September 1991 1 Woche (insgesamt 1) \| 1 \| Paula Abdul \| The Promise of a New Day[20] Paula Abdul, Peter Lord, Sandra St. Victor, V. Jeffrey Smith \| - \| \| 21. September 1991 – 4. Oktober 1991 2 Wochen (insgesamt 2) \| 2 \| Color Me Badd \| I Adore Mi Amor[21] Color Me Badd, Hamza Lee \| - \| \| 5. Oktober 1991 – 11. Oktober 1991 1 Woche (insgesamt 1) \| 1 \| Marky Mark & The Funky Bunch feat. Loleatta Holloway \| Good Vibrations[22] Donnie Wahlberg, Mark Wahlberg, Amir Quadeer Shakir, Dan Hartman \| - \| \| 12. Oktober 1991 – 1. November 1991 3 Wochen (insgesamt 3) \| 3 \| Mariah Carey \| Emotions[23] Mariah Carey, David Cole, Robert Clivillés \| - \| \| 2. November 1991 – 8. November 1991 1 Woche (insgesamt 1) \| 1 \| Karyn White \| Romantic[24] Karyn White, Jimmy Jam, Terry Lewis \| - \| \| 9. November 1991 – 22. November 1991 2 Wochen (insgesamt 2) \| 2 \| Prince & The New Power Generation \| Cream[25] Prince \| - \| \| 23. November 1991 – 29. November 1991 1 Woche (insgesamt 1) \| 1 \| Michael Bolton \| When a Man Loves a Woman[26] Calvin Lewis, Andrew Wright \| - \| \| 30. November 1991 – 6. Dezember 1991 1 Woche (insgesamt 1) \| 1 \| P. M. Dawn \| Set Adrift on Memory Bliss[27] Gary Kemp, Attrell Cordes \| - \| \| 7. Dezember 1991 – 24. Januar 1992 7 Wochen (insgesamt 7) \| 7 \| Michael Jackson \| Black or White[28] Michael Jackson, Bill Bottrell \| - \| |                                       |                                                      |                                                                                             |                           |
| ← 1990 |                                       |                                                      |                                                                                             | → 1992 →                  |
| Zeitraum | Wo. ges.                              | Interpret                                            | Titel Autor(en)                                                                             | Zusätzliche Informationen |
| (Zeitraum, Wochen auf Platz eins, Interpret, Titel, Autor[en], zusätzliche Informationen) |                                       |                                                      |                                                                                             |                           |
| 8. Dezember 1990 – 4. Januar 1991 4 Wochen (insgesamt 4) | 4                                     | Stevie B                                             | Because I Love You (The Postman Song) Warren Allen Brooks                                   | -                         |
| 5. Januar 1991 – 18. Januar 1991 2 Wochen (insgesamt 2) | 2                                     | Madonna                                              | Justify My Love Lenny Kravitz, Madonna                                                      | -                         |
| 19. Januar 1991 – 25. Januar 1991 1 Woche (insgesamt 1) | 1                                     | Janet Jackson                                        | Love Will Never Do (Without You) James Harris III, Terry Lewis                              | -                         |
| 26. Januar 1991 – 8. Februar 1991 2 Wochen (insgesamt 2) | 2                                     | Surface                                              | The First Time Bernard Jackson, Brian Simpson                                               | -                         |
| 9. Februar 1991 – 22. Februar 1991 2 Wochen (insgesamt 2) | 2                                     | C+C Music Factory feat. Freedom Williams             | Gonna Make You Sweat (Everybody Dance Now) Freedom Williams, David Cole                     | -                         |
| 23. Februar 1991 – 8. März 1991 2 Wochen (insgesamt 2) | 2                                     | Whitney Houston                                      | All the Man That I Need Dean Pitchford, Michael Gore                                        | -                         |
| 9. März 1991 – 22. März 1991 2 Wochen (insgesamt 2) | 2                                     | Mariah Carey                                         | Someday Mariah Carey, Ben Margulies                                                         | -                         |
| 23. März 1991 – 29. März 1991 1 Woche (insgesamt 1) | 1                                     | Timmy T                                              | One More Try Timothy Torres                                                                 | -                         |
| 30. März 1991 – 12. April 1991 2 Wochen (insgesamt 2) | 2                                     | Gloria Estefan                                       | Coming Out of the Dark Gloria Estefan, Emilio Estefan, Jon Secada                           | -                         |
| 13. April 1991 – 19. April 1991 1 Woche (insgesamt 1) | 1                                     | Londonbeat                                           | I’ve Been Thinking About You Jimmy Helms, Jimmy Chambers, George Chandler, William Hershall | -                         |
| 20. April 1991 – 26. April 1991 1 Woche (insgesamt 1) | 1                                     | Wilson Phillips                                      | You're in Love Glen Ballard, Wilson Phillips                                                | -                         |
| 27. April 1991 – 10. Mai 1991 2 Wochen (insgesamt 2) | 2                                     | Amy Grant                                            | Baby Baby Amy Grant, Keith Thomas                                                           | -                         |
| 11. Mai 1991 – 17. Mai 1991 1 Woche (insgesamt 1) | 1                                     | Roxette                                              | Joyride Per Gessle                                                                          | -                         |
| 18. Mai 1991 – 24. Mai 1991 1 Woche (insgesamt 1) | 1                                     | Hi-Five                                              | I Like the Way (The Kissing Game) Teddy Riley, Bernard Belle, Dave Way                      | -                         |
| 25. Mai 1991 – 7. Juni 1991 2 Wochen (insgesamt 2) | 2                                     | Mariah Carey                                         | I Don’t Wanna Cry Mariah Carey, Narada Michael Walden                                       | -                         |
| 8. Juni 1991 – 14. Juni 1991 1 Woche (insgesamt 1) | 1                                     | Extreme                                              | More Than Words Gary Cherone, Nuno Bettencourt                                              | -                         |
| 15. Juni 1991 – 19. Juli 1991 5 Wochen (insgesamt 5) | 5                                     | Paula Abdul                                          | Rush Rush Peter Lord                                                                        | -                         |
| 20. Juli 1991 – 26. Juli 1991 1 Woche (insgesamt 1) | 1                                     | EMF                                                  | Unbelievable EMF                                                                            | -                         |
| 27. Juli 1991 – 13. September 1991 7 Wochen (insgesamt 7) | 7                                     | Bryan Adams                                          | (Everything I Do) I Do It for You Bryan Adams, Michael Kamen, Robert Lange                  | -                         |
| 14. September 1991 – 20. September 1991 1 Woche (insgesamt 1) | 1                                     | Paula Abdul                                          | The Promise of a New Day Paula Abdul, Peter Lord, Sandra St. Victor, V. Jeffrey Smith       | -                         |
| 21. September 1991 – 4. Oktober 1991 2 Wochen (insgesamt 2) | 2                                     | Color Me Badd                                        | I Adore Mi Amor Color Me Badd, Hamza Lee                                                    | -                         |
| 5. Oktober 1991 – 11. Oktober 1991 1 Woche (insgesamt 1) | 1                                     | Marky Mark & The Funky Bunch feat. Loleatta Holloway | Good Vibrations Donnie Wahlberg, Mark Wahlberg, Amir Quadeer Shakir, Dan Hartman            | -                         |
| 12. Oktober 1991 – 1. November 1991 3 Wochen (insgesamt 3) | 3                                     | Mariah Carey                                         | Emotions Mariah Carey, David Cole, Robert Clivillés                                         | -                         |
| 2. November 1991 – 8. November 1991 1 Woche (insgesamt 1) | 1                                     | Karyn White                                          | Romantic Karyn White, Jimmy Jam, Terry Lewis                                                | -                         |
| 9. November 1991 – 22. November 1991 2 Wochen (insgesamt 2) | 2                                     | Prince & The New Power Generation                    | Cream Prince                                                                                | -                         |
| 23. November 1991 – 29. November 1991 1 Woche (insgesamt 1) | 1                                     | Michael Bolton                                       | When a Man Loves a Woman Calvin Lewis, Andrew Wright                                        | -                         |
| 30. November 1991 – 6. Dezember 1991 1 Woche (insgesamt 1) | 1                                     | P. M. Dawn                                           | Set Adrift on Memory Bliss Gary Kemp, Attrell Cordes                                        | -                         |
| 7. Dezember 1991 – 24. Januar 1992 7 Wochen (insgesamt 7) | 7                                     | Michael Jackson                                      | Black or White Michael Jackson, Bill Bottrell                                               | -                         |

## Alben
| ← 1990 ← | Liste der Nummer-eins-Alben in den USA | Liste der Nummer-eins-Alben in den USA | Liste der Nummer-eins-Alben in den USA | 1992 →                    |
| \| Zeitraum \| Wo. ges. \| Interpret \| Titel \| Zusätzliche Informationen \| \| (Zeitraum, Wochen auf Platz eins, Interpret, Titel, zusätzliche Informationen) \| \| \| \| \| \| ------------------------------------------------------------------------------ \| -------- \| --------------- \| --------------------------------- \| ------------------------- \| \| 29. Dezember 1990 – 1. März 1991 9 Wochen (insgesamt 16) \| 16 \| Vanilla Ice \| To the Extreme[29] \| - \| \| 2. März 1991 – 17. Mai 1991 11 Wochen (insgesamt 11) \| 11 \| Mariah Carey \| Mariah Carey[30] \| - \| \| 18. Mai 1991 – 24. Mai 1991 1 Woche (insgesamt 1) \| 1 \| R.E.M. \| Out of Time[31] \| - \| \| 25. Mai 1991 – 31. Mai 1991 1 Woche (insgesamt 1) \| 1 \| Michael Bolton \| Time, Love & Tenderness[32] \| - \| \| 1. Juni 1991 – 7. Juni 1991 1 Woche (insgesamt 2) \| 2 \| R.E.M. \| Out of Time \| - \| \| 8. Juni 1991 – 21. Juni 1991 2 Wochen (insgesamt 2) \| 2 \| Paula Abdul \| Spellbound[33] \| - \| \| 22. Juni 1991 – 28. Juni 1991 1 Woche (insgesamt 1) \| 1 \| N.W.A \| Niggaz4Life[34] \| - \| \| 29. Juni 1991 – 5. Juli 1991 1 Woche (insgesamt 1) \| 1 \| Skid Row \| Slave to the Grind[35] \| - \| \| 6. Juli 1991 – 26. Juli 1991 3 Wochen (insgesamt 3) \| 3 \| Van Halen \| For Unlawful Carnal Knowledge[36] \| - \| \| 27. Juli 1991 – 30. August 1991 5 Wochen (insgesamt 5) \| 5 \| Natalie Cole \| Unforgettable with Love[37] \| - \| \| 31. August 1991 – 27. September 1991 4 Wochen (insgesamt 4) \| 4 \| Metallica \| Metallica[38] \| - \| \| 28. September 1991 – 4. Oktober 1991 1 Woche (insgesamt 1) \| 1 \| Garth Brooks \| Ropin’ The Wind[39] \| - \| \| 5. Oktober 1991 – 18. Oktober 1991 2 Wochen (insgesamt 2) \| 2 \| Guns n’ Roses \| Use Your Illusion II[40] \| - \| \| 19. Oktober 1991 – 6. Dezember 1991 7 Wochen (insgesamt 8) \| 8 \| Garth Brooks \| Ropin’ the Wind \| - \| \| 7. Dezember 1991 – 13. Dezember 1991 1 Woche (insgesamt 1) \| 1 \| U2 \| Achtung Baby[41] \| - \| \| 14. Dezember 1991 – 27. Dezember 1991 2 Wochen (insgesamt 2) \| 2 \| Michael Jackson \| Dangerous[42] \| - \| |                                        |                                        |                                        |                           |
| ← 1990 |                                        |                                        |                                        | → 1992 →                  |
| Zeitraum | Wo. ges.                               | Interpret                              | Titel                                  | Zusätzliche Informationen |
| (Zeitraum, Wochen auf Platz eins, Interpret, Titel, zusätzliche Informationen) |                                        |                                        |                                        |                           |
| 29. Dezember 1990 – 1. März 1991 9 Wochen (insgesamt 16) | 16                                     | Vanilla Ice                            | To the Extreme                         | -                         |
| 2. März 1991 – 17. Mai 1991 11 Wochen (insgesamt 11) | 11                                     | Mariah Carey                           | Mariah Carey                           | -                         |
| 18. Mai 1991 – 24. Mai 1991 1 Woche (insgesamt 1) | 1                                      | R.E.M.                                 | Out of Time                            | -                         |
| 25. Mai 1991 – 31. Mai 1991 1 Woche (insgesamt 1) | 1                                      | Michael Bolton                         | Time, Love & Tenderness                | -                         |
| 1. Juni 1991 – 7. Juni 1991 1 Woche (insgesamt 2) | 2                                      | R.E.M.                                 | Out of Time                            | -                         |
| 8. Juni 1991 – 21. Juni 1991 2 Wochen (insgesamt 2) | 2                                      | Paula Abdul                            | Spellbound                             | -                         |
| 22. Juni 1991 – 28. Juni 1991 1 Woche (insgesamt 1) | 1                                      | N.W.A                                  | Niggaz4Life                            | -                         |
| 29. Juni 1991 – 5. Juli 1991 1 Woche (insgesamt 1) | 1                                      | Skid Row                               | Slave to the Grind                     | -                         |
| 6. Juli 1991 – 26. Juli 1991 3 Wochen (insgesamt 3) | 3                                      | Van Halen                              | For Unlawful Carnal Knowledge          | -                         |
| 27. Juli 1991 – 30. August 1991 5 Wochen (insgesamt 5) | 5                                      | Natalie Cole                           | Unforgettable with Love                | -                         |
| 31. August 1991 – 27. September 1991 4 Wochen (insgesamt 4) | 4                                      | Metallica                              | Metallica                              | -                         |
| 28. September 1991 – 4. Oktober 1991 1 Woche (insgesamt 1) | 1                                      | Garth Brooks                           | Ropin’ The Wind                        | -                         |
| 5. Oktober 1991 – 18. Oktober 1991 2 Wochen (insgesamt 2) | 2                                      | Guns n’ Roses                          | Use Your Illusion II                   | -                         |
| 19. Oktober 1991 – 6. Dezember 1991 7 Wochen (insgesamt 8) | 8                                      | Garth Brooks                           | Ropin’ the Wind                        | -                         |
| 7. Dezember 1991 – 13. Dezember 1991 1 Woche (insgesamt 1) | 1                                      | U2                                     | Achtung Baby                           | -                         |
| 14. Dezember 1991 – 27. Dezember 1991 2 Wochen (insgesamt 2) | 2                                      | Michael Jackson                        | Dangerous                              | -                         |